# مرد سرنوشت
مرد سرنوشت (به انگلیسی: The Man of Destiny) نمایشنامه‌ای است به قلم جرج برنارد شاو، که داستان آن در ایتالیا و در آغاز پادشاهی ناپلئون اتفاق می‌افتد. این نمایشنامه به عنوان بخشی از نمایشنامه‌های خوشایند (شامل مرد و اسلحه، کاندیدا و هیچ‌کس نمی‌داند) منتشر شد.

## داستان
در ۱۲ مه ۱۷۹۶ در مسافرخانه‌ای در تاواتزانو، ناپلئون پس از پیروزی‌اش در نبرد لودی، در حال غذا خوردن و برنامه‌ریزی برای آینده است، که یک ستوان با خبر بدی سر می‌رسد. مرسوله‌ها و نامه‌هایی که به ستوان سپرده بودند توسط جوانی دزدیده شده بود. ناپلئون به او می‌گوید که برای این اتفاق توبیخ می‌شود، اما مرد در جواب می‌گوید که صدای دزد را در این مسافرخانه می‌شنود. زنی سر می‌رسد و ادعا می‌کند که نامه‌ها را برادرش دزدیده‌است و نامه‌ها را به ناپلئون برمی‌گرداند، اما به ناپلئون می‌گوید که یکی از نامه‌ها را نباید باز کند. چون نامه‌ای است که ثابت می‌کند همسر ناپلئون، ژوزفین به او توسط پل باراس خیانت کرده‌است و اگر ناپلئون بپذیرد که از این خیانت خبر دارد باید نبرد تن به تن انجام دهد.

## تولید
این نمایشنامه برای الن تری و ریچارد منزفیلد نوشته شد و نخستین بار در ۱ ژوئیه ۱۸۹۷ اجرا شد. این نمایشنامه نخستین کار شاو بود که به آلمانی هم ترجمه و اجرا شد.
نسخه‌ای از این نمایشنامه در ۱۹۳۹ از بی‌بی‌سی پخش شد که احتمالاً برای همیشه گم شده‌است.
نسخه‌ای دیگر، در ۱۹۶۳ از تلویزیون استرالیا پخش شد.
نسخه تلویزیونی دیگری در ۱۹۷۳ از تلویزیون آمریکا پخش شد.
همچنین نسخه‌های رادیویی این نمایشنامه در سال‌های بعد تولید و پخش شد.